# Nymburk

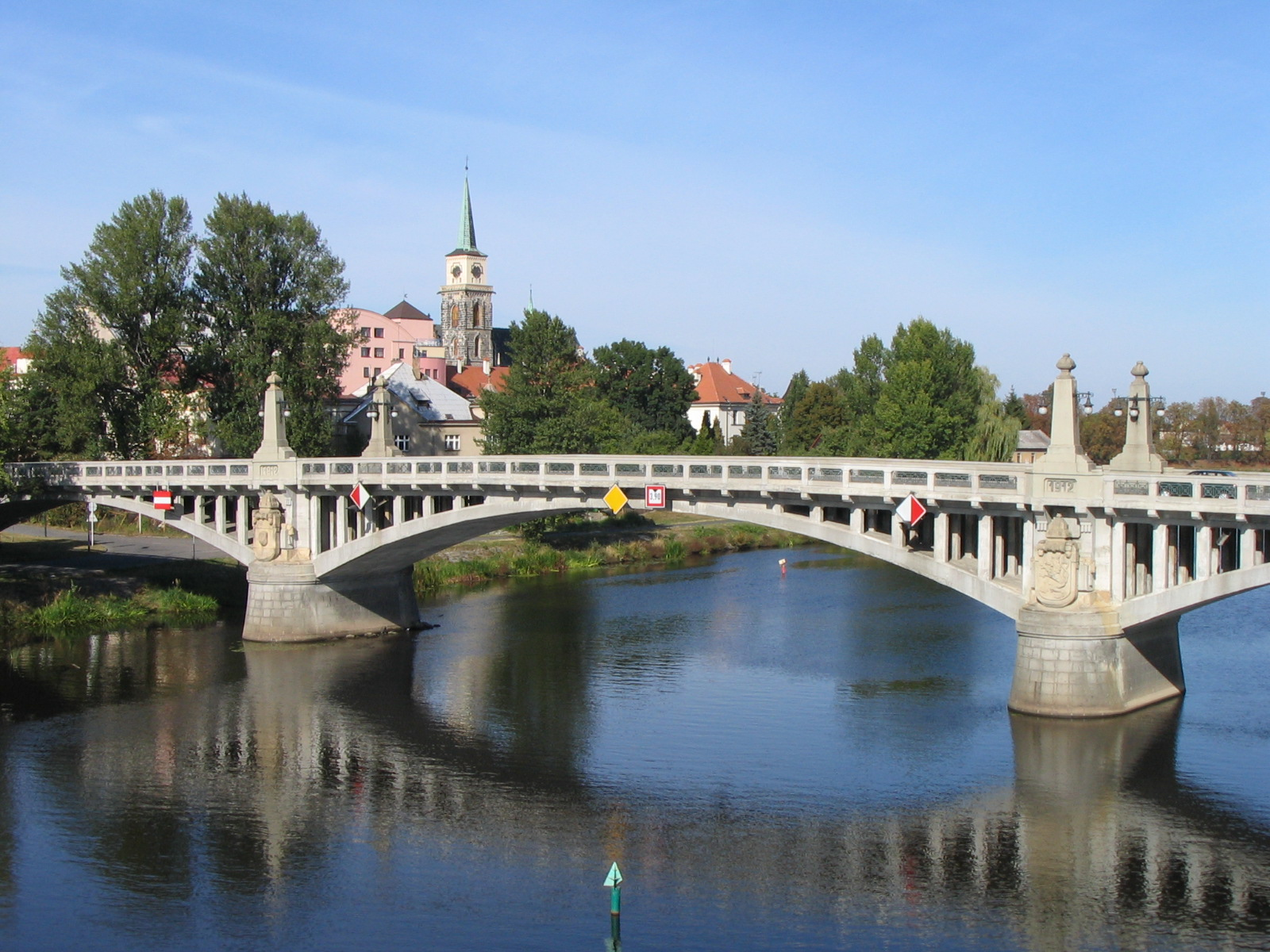
Puente sobre el Elba

Nymburk (en alemán Nimburg, o también Neuenburg an der Elbe) es una ciudad de la República Checa, capital del distrito al que da nombre en la región de Bohemia Central, situada a unos 45 km al este de Praga, en la desembocadura del río Mrlina en el Elba. Cuenta con cerca de 15 000 habitantes, según datos de 2010.

## Historia
Nymburk fue fundada alrededor de 1275 por el rey Otakar II de Bohemia. Erigida como ciudad real, recibió el nombre de Nuenburch y fue poblada por colonos alemanes. A lo largo del siglo XIV fue aumentando el número de ciudadanos checos, que ya eran mayoría al comienzo del siglo siguiente. Durante las guerras husitas la ciudad quedó, desde 1425, bajo el control de los taboritas. A su finalización, el rey Segismundo confirmó sus privilegios en 1436.

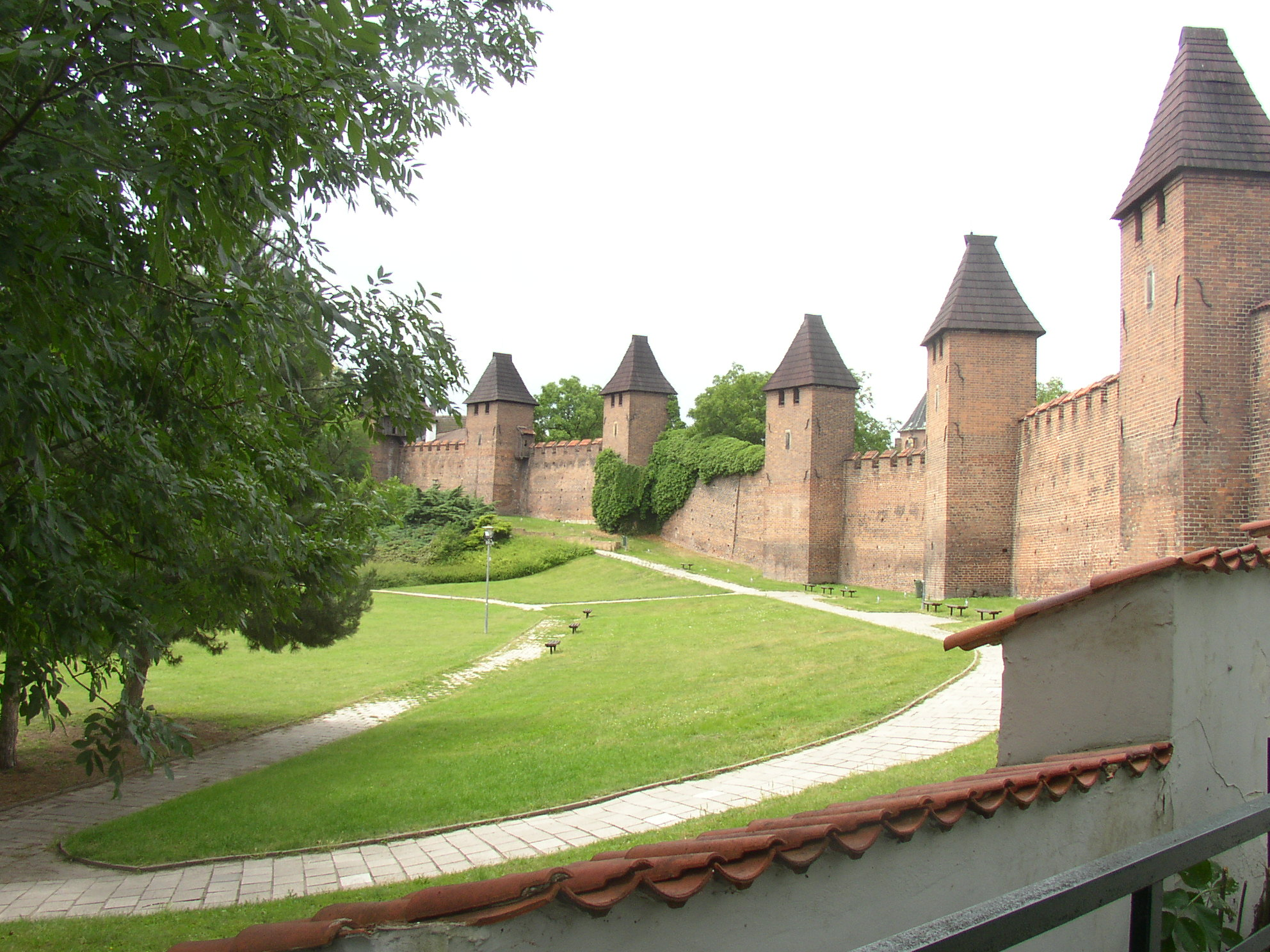
Murallas de Nymburk

Después de la revuelta de 1547 y de la batalla de la Montaña Blanca, en 1619, la mayoría protestante de Nymburk sufrió una fuerte represión, que desembocó en 1628 en la emigración forzosa de los ciudadanos que no abrazaron el catolicismo. Durante la guerra de los Treinta Años la ciudad fue conquistada por los sajones y luego destruida por los suecos, en 1631 y 1634. La recuperación económica y demográfica de Nymburk no llegaría hasta el siglo XVIII, convirtiéndose a mediados del siglo siguiente en uno de los centros del Renacimiento cultural checo.

## Economía
Nymburk es un importante nudo ferroviario y cuenta con un depòsito de material rodante de los Ferrocarriles Checos. Su principal empresa industrial es una importante fábrica de equipos de refrigeración, que exporta su producción a numerosos países.

## Deporte
Nymburk es sede del club masculino de baloncesto ČEZ Basketball Nymburk, que ha ganado siete veces consecutivas la Liga nacional checa desde la temporada 2003-04 hasta la 2009-10.

## Lugares de interés

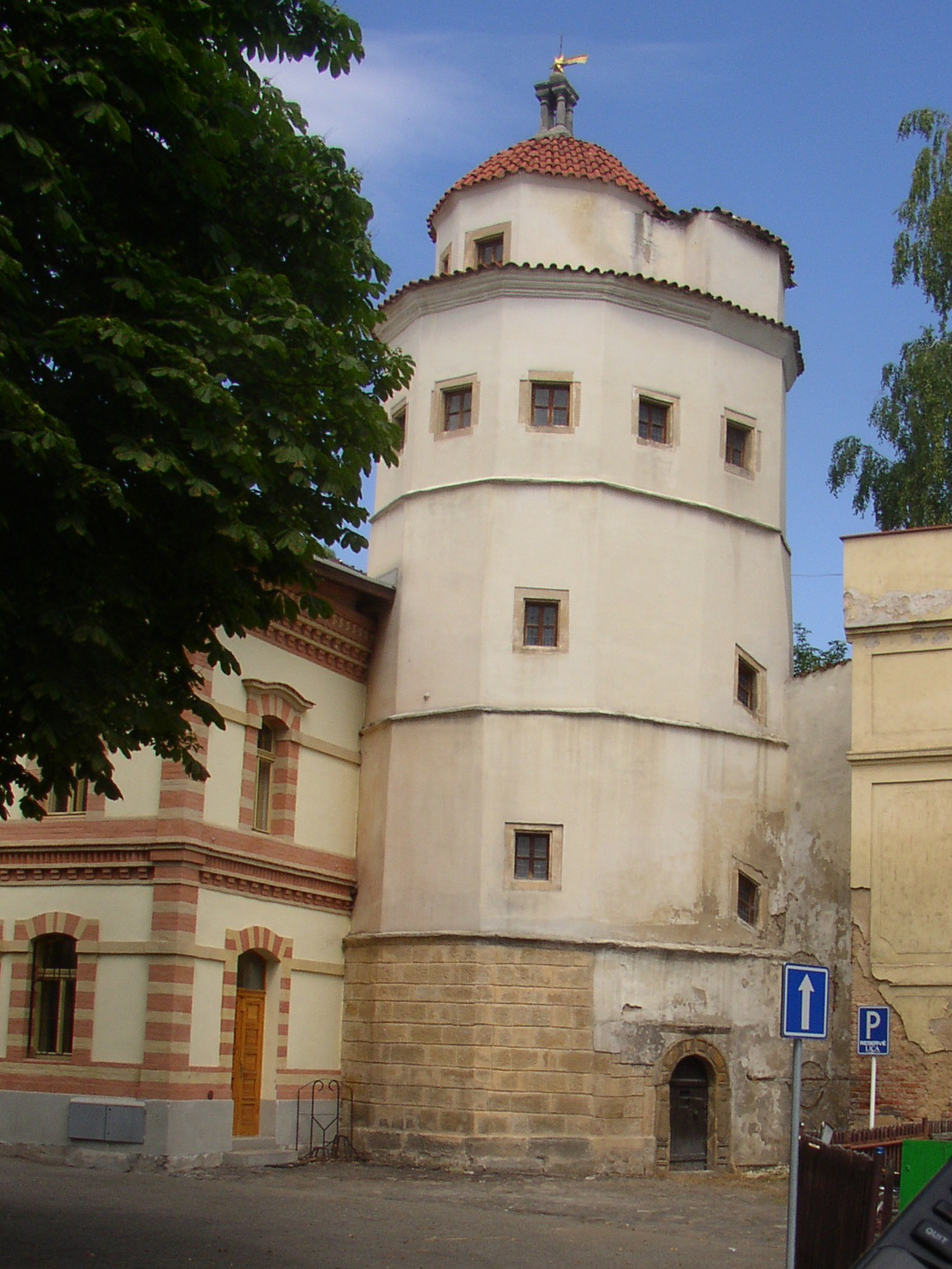
"Torre turca"

- Murallas medievales. Originalmente la ciudad estaba completamente rodeada por el río Elba y por dos fosos, complementados por una doble línea de murallas fortificadas. De las murallas originales de ladrillo solo se ha conservado partes de la muralla interior, en las zonas oriental y occidental de la ciudad. La parte oriental fue sonetida a una reconstrucción romántica en los años 1905-1909. Hay 205 metros de muralla restaurada, con una altura de 6,2 metros; en ellos se levantan seis bastiones cuadrados de 15,5 metros de altura.

- Iglesia gótica de San Gil (Kostel svatého Jiljí). Consagrada originalmente a San Nicolás y construida principalmente a lo largo del siglo XIV, sus partes más antiguas se remontan a fines del siglo XIII. Tras varias intervenciones barrocas, seguidas por otras neogóticas de la segunda mitad del siglo XIX, su aspecto actual se debe a la restauración en el estilo gótico original llevada a cabo entre 1913 y 1918.

- Ayuntamiento renacentista (Renesanční Radnice). El edificio fue construido en 1526, en una fase de transición del gótico al Renacimiento. Después de varias reconstrucciones, fue restaurado en el estilo original en 1939.

- "Torre turca" (Turecká věž). Se trata de una torre de abastecimiento de agua, de planta heptagonal y tres pisos, construida en 1597.